# Sphalérite
« Blende » redirige ici. Pour la structure cristalline, voir Structure blende.

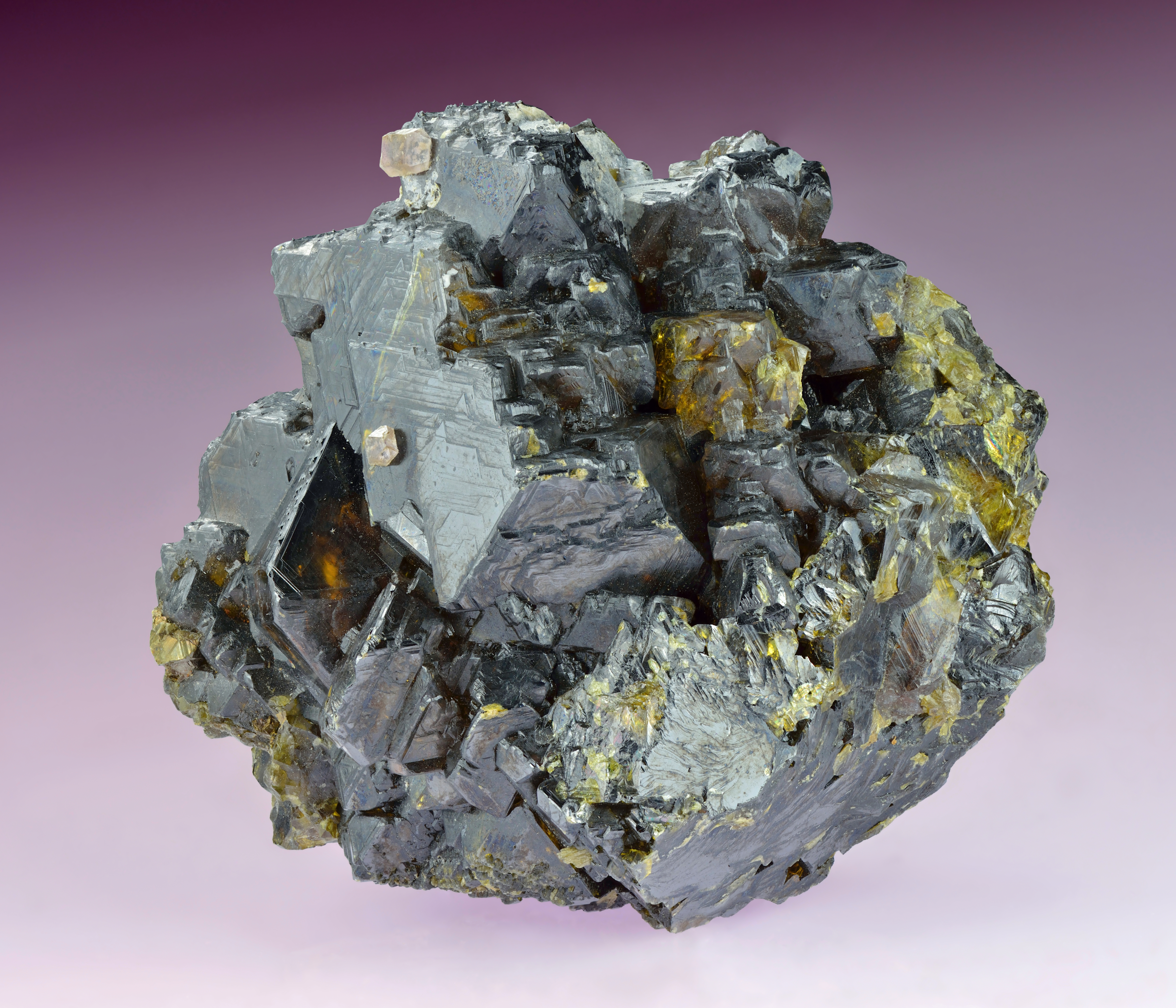
Sphalérite

Le sulfure de zinc (ZnS) cristallise en plusieurs polytypes, les deux principaux étant la sphalérite et la wurtzite. Bien que la formule idéale soit ZnS, la wurtzite est légèrement déficiente en soufre (ZnS1-x) et la sphalérite est légèrement déficiente en zinc (Zn1-xS).
L’éclat, résineux, devient métallique quand le taux de fer augmente. La couleur varie d'incolore (sphalérite très pure) à jaune-brun ; avec du fer, elle devient noire.
Lorsqu'elle est pure, elle est un mauvais semi-conducteur, mais elle peut contenir en solution solide jusqu’à 50 % de fer et peut aussi être faiblement argentifère. Le manganèse et le cadmium peuvent aussi remplacer le zinc.
La sphalérite est employée comme géothermomètre, car la teneur en FeS est toujours maximale selon la température et la pression de formation (jusqu’à 40-45 mole %). Par altération superficielle, la sphalérite peut donner la smithsonite et le hémimorphite (calamine), qui sont exploités ensemble pour la production du zinc.
La variété riche en manganèse présente la particularité de triboluminescence. Les variétés transparentes sont taillées comme gemme de collection.

## Historique de la description et appellations

### Inventeur et étymologie
Citée par Georgius Agricola en 1546 ; par Wallerius en 1747 et Torbern Olof Bergman en 1782 elle sera décrite par Ernst Friedrich Glocker en 1847, le nom dérive du grec « sphaleros » = trompeur, en allusion à la possibilité de confusion avec la galène.

### Topotype
Pas de gisement topotype pour cette espèce.

## Synonymie[3]
- blende,
- brunckite (Herzenberg, 1938)
- calaem
- gumucionite
- marasmolite (M. Shepard)
- pseudo-galène
- zinc-blende
- zinc sulfuré (René Just Haüy, 1801)

## Caractéristiques physico-chimiques

### Variétés
- cléiophane (Nuttal) (Syn.cleophane ou cramerite) : Variété transparente ou très peu colorée de sphalérite, pauvre en fer et en manganèse[4].
- marmatite : Décrite par Boussingault en 1829, comme espèce, déclassée en variété par l'IMA. (Syn.christophite ou chrystophite Breithaupt 1863) Variété riche en fer (près de 26 %), Noire opaque, et à reflets métalliques.
- mátraite : déclassé en 2006 par l'IMA. Variété particulière organisée en macles denses sur {111}.
- przibramite (J.J. N. Huot 1841, Syn. pibranite ou blende cadmifère) : variété cadmifère de sphalérite (près de 6 %) trouvée à Przibram en Bohème[5], à noter que ce nom est aussi le synonyme désuet de la goethite.

### Cristallochimie
La sphalérite sert de chef de file à un groupe de minéraux isostructuraux qui porte son nom.
Groupe de la sphalérite
- Sphalérite (Zn,Fe)S F43m 4 3m
- Stilléite ZnSe F43m 4 3m
- Métacinabre HgS F43m 4 3m
- Tiemannite HgSe F43m 4 3m
- Coloradoïte HgTe F43m 4 3m
- Hawleyite CdS F43m 4 3m
- Rudashevskyite (Fe,Zn)S F43m 4 3m

### Cristallographie

#### Sphalérite

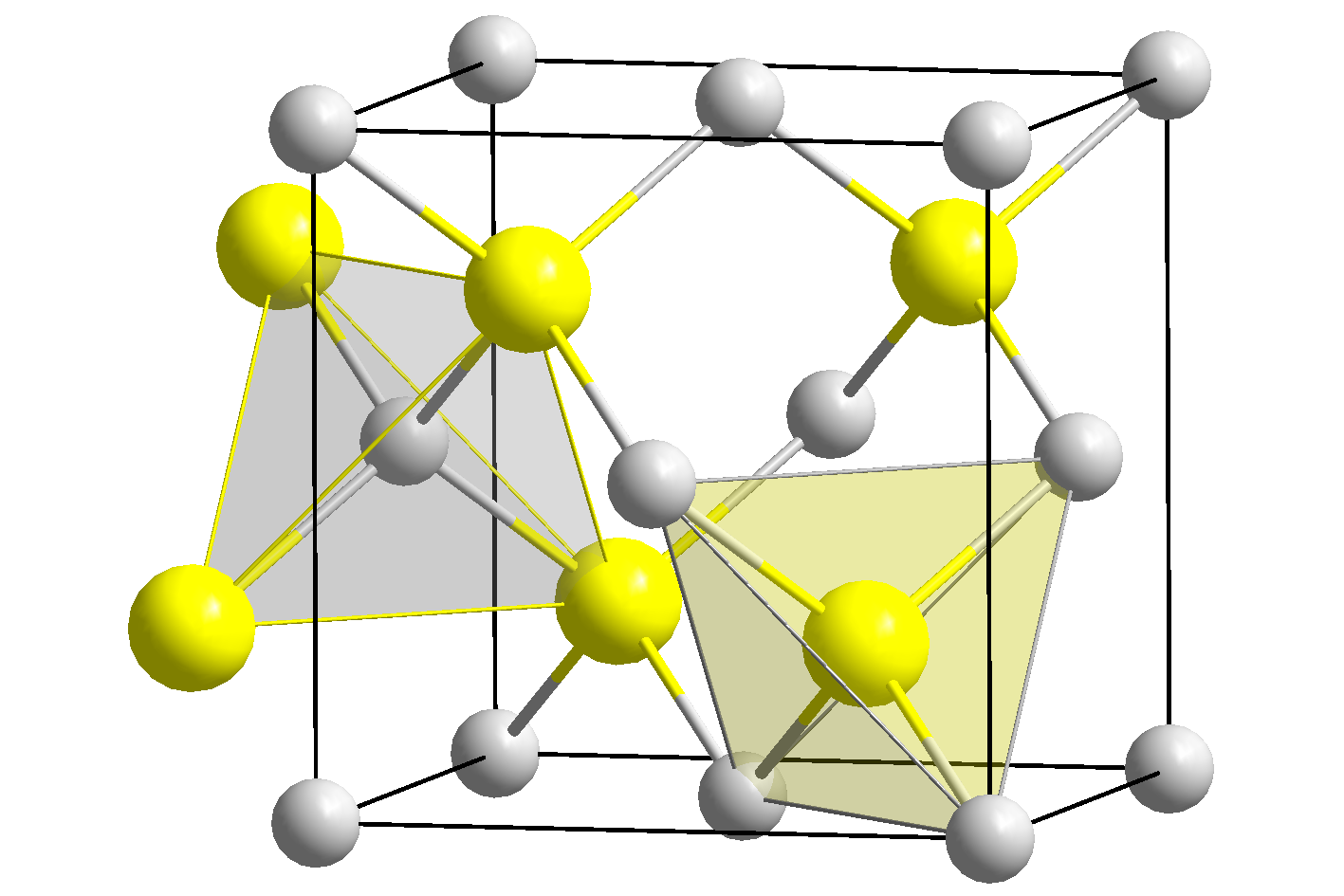
Structure cristalline de la sphalérite.

La sphalérite est le polytype ZnS-3C stable dans les conditions ambiantes.
Cubique, de groupe d'espace F43m (no 216), la structure de la sphalérite est basée sur un empilement cubique à faces centrées (cfc) de soufre, le zinc occupant la moitié des cavités tétraédriques ainsi formées (structure dite « blende »).

#### Wurtzite

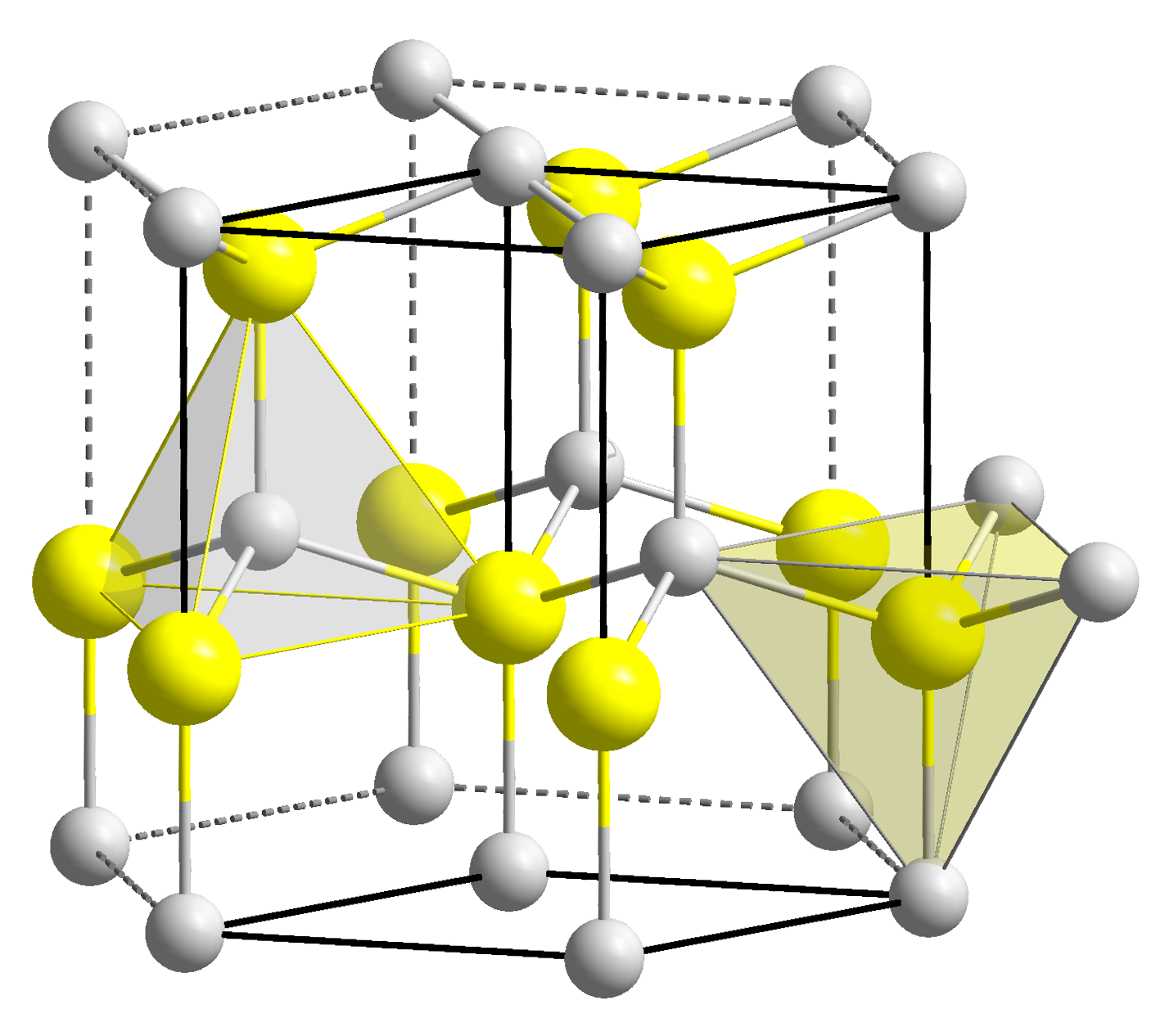
Structure cristalline de la wurtzite.

La wurtzite est le polytype ZnS-2H stable seulement à haute température (au-dessus de 1 020 °C). Toutefois, on la trouve toujours comme forme métastable à basse température dans la zone de réduction, où sa formation est influencée par le pH. La wurtzite cristallise en formes différentes de couleur jaune : lamelles, prismes et pyramides.
Hexagonale, de groupe d'espace P63mc (no 186), la structure de la wurtzite est basée sur un empilement hexagonal compact de soufre, le zinc occupant la moitié des cavités tétraédriques ainsi formées.
La stabilité de la wurtzite est influencée par la fugacité du soufre f(S2) :
f(S2) = γ(S2)p(S2)
où f(S2) est la fugacité, γ(S2) le coefficient de fugacité et p(S2) la pression partielle.

#### Autres polytypes
Le sulfure de zinc se présente souvent sous forme de polytypes complexes hexagonaux en co-croissance avec la sphalérite. Les polytypes à plus longue période connus sont : 20T 1, 20T 2, 26T 1, 26T 2, 26T 3, 36T, 40T, 60R 1, 60R 2, 60R 3, 60R 4, 64T, 78R 1, 78R 2, 90R, 108R 1, 108R 2, 120R, 162R.

## Gîtes et gisements

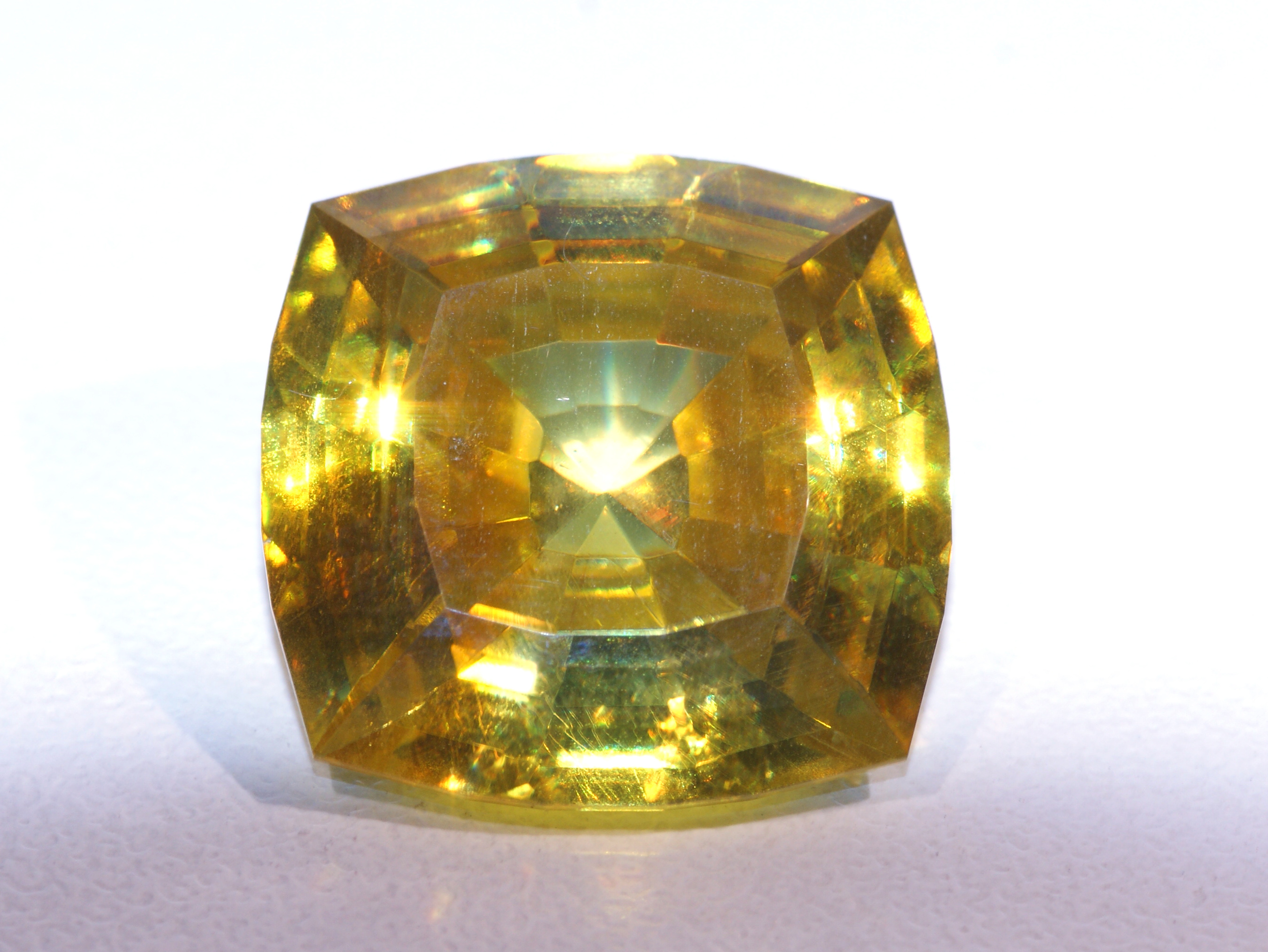
Sphalérite taillée – Espagne – Asturie – Picos de Europe.

### Gîtologie et minéraux associés
GîtologieLa sphalérite est un minéral très commun et largement répandu dans le monde. Elle peut être d’origine hydrothermale surtout dans les VMS (amas sulfuré). Mais elle est surtout trouvée dans les filons de pegmatites pneumatolithique. Dans les gîtes plomb-zinc-cuivre
Minéraux associésgalène, chalcopyrite, calcite, dolomite, pyrite, pyrrhotite.

### Gisements remarquables
- France

Mine de La Mure, Isère, Rhône-Alpes
Carrière du Rivet, Peyrebrune, Réalmont, Tarn, Midi-Pyrénées, France
- Pérou

Mines de Huaron, San Jose de Huayllay District, Cerro de Pasco, Daniel Alcides Carrión Province, Région de Pasco
- Russie

Mine Nikolaïevski, à Dalnegorsk, nord de la mer du Japon, à 500 km au nord-est de Vladivostok, kraï de Primorie, Extrême-Orient russe.
- Suisse

Carrière de Lengenbach, Im Feld, Binntal, Valais.

## Exploitation des gisements
Utilisations
La sphalérite est le principal minéral de zinc. Elle peut aussi servir de minerai pour des métaux rares, comme le cadmium, l'indium ou le germanium. Mine de Saint-Salvy-de-la-Balme Tarn France.

## Galerie France

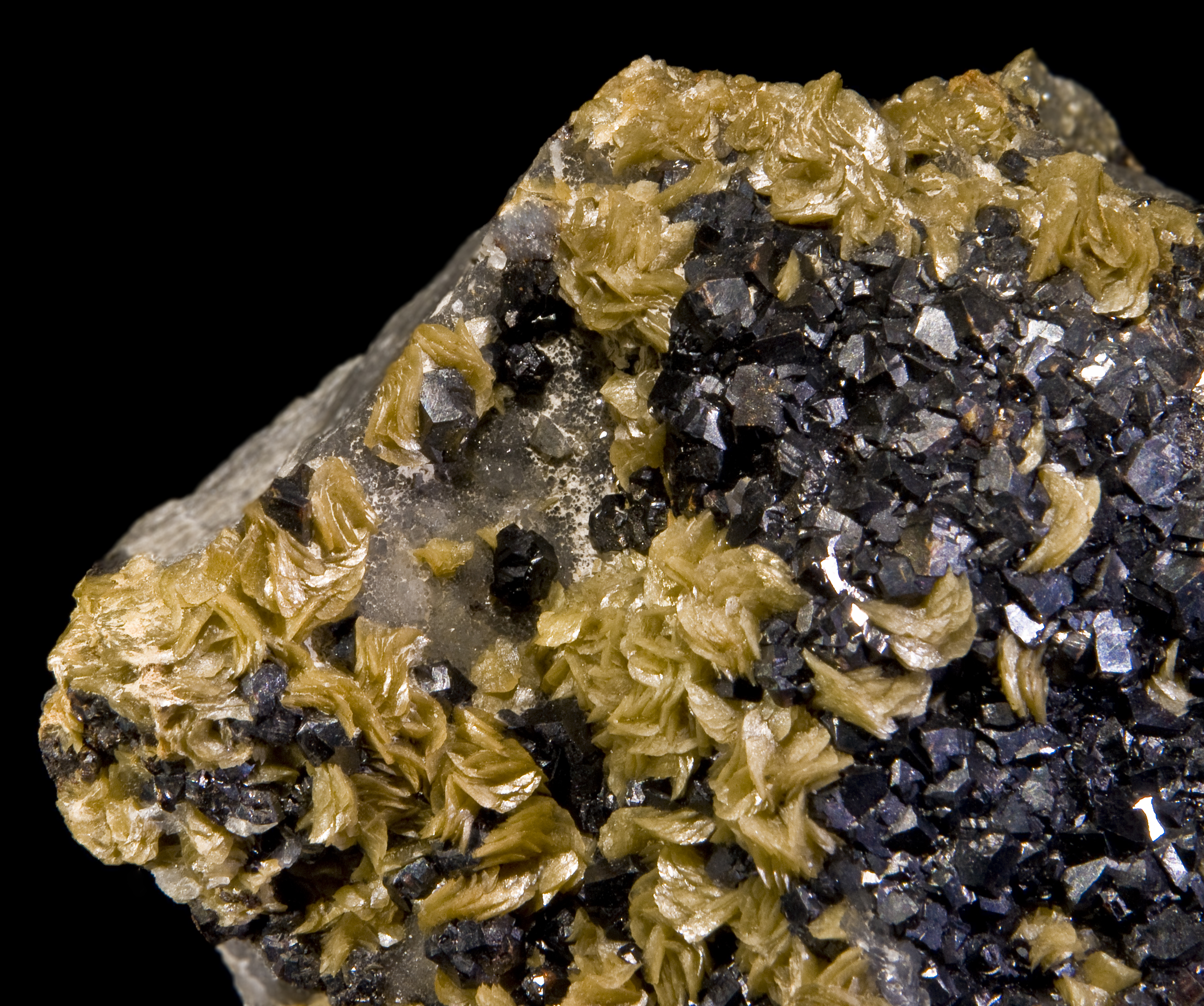
Sphalérite et sidérite - Peyrebrune, Tarn, (6,5 × 5 cm)
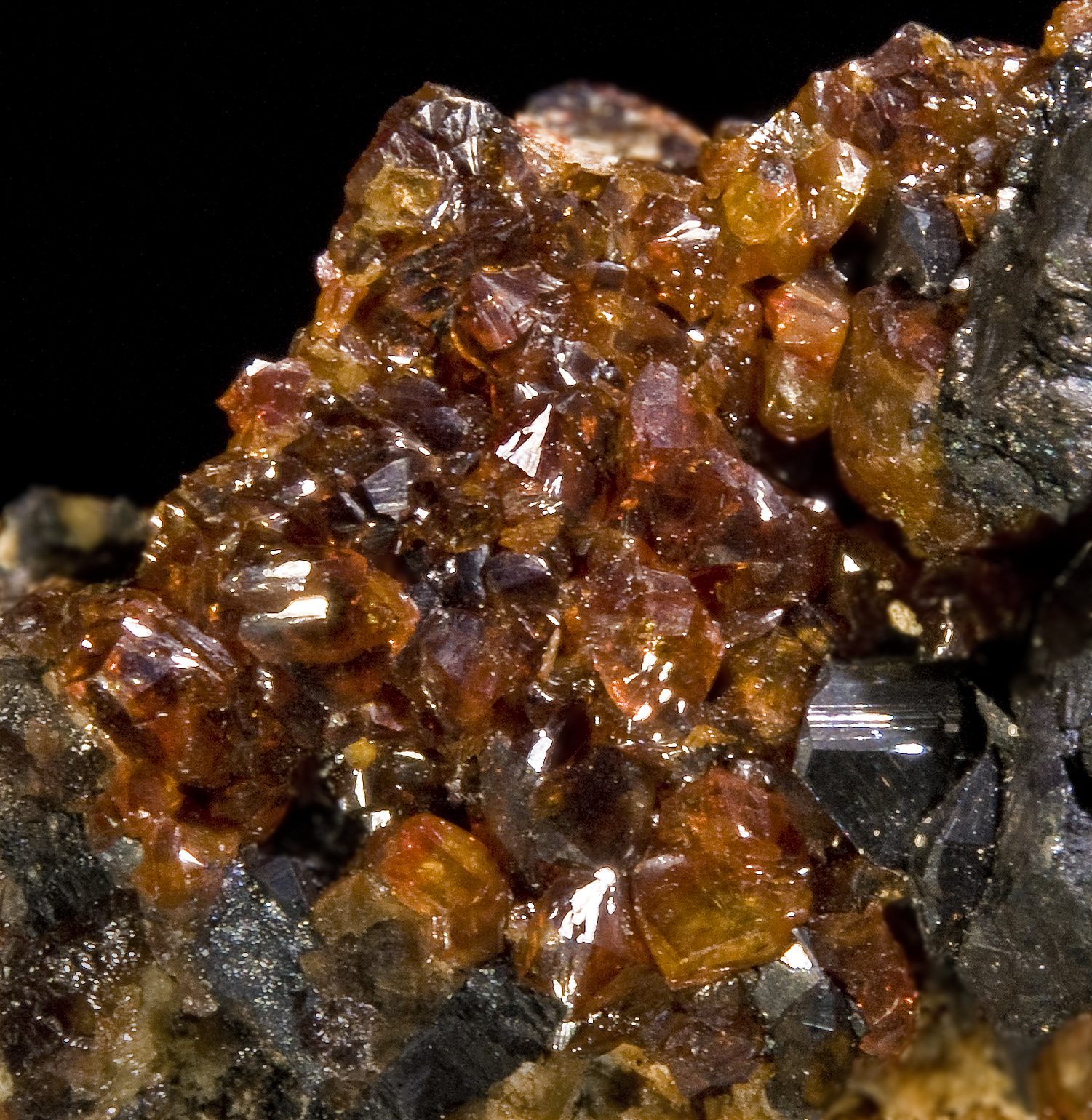
Sphalérite et bournonite - Mine de La Mure, Isère, (4 × 3,5 cm)

## Galerie Monde

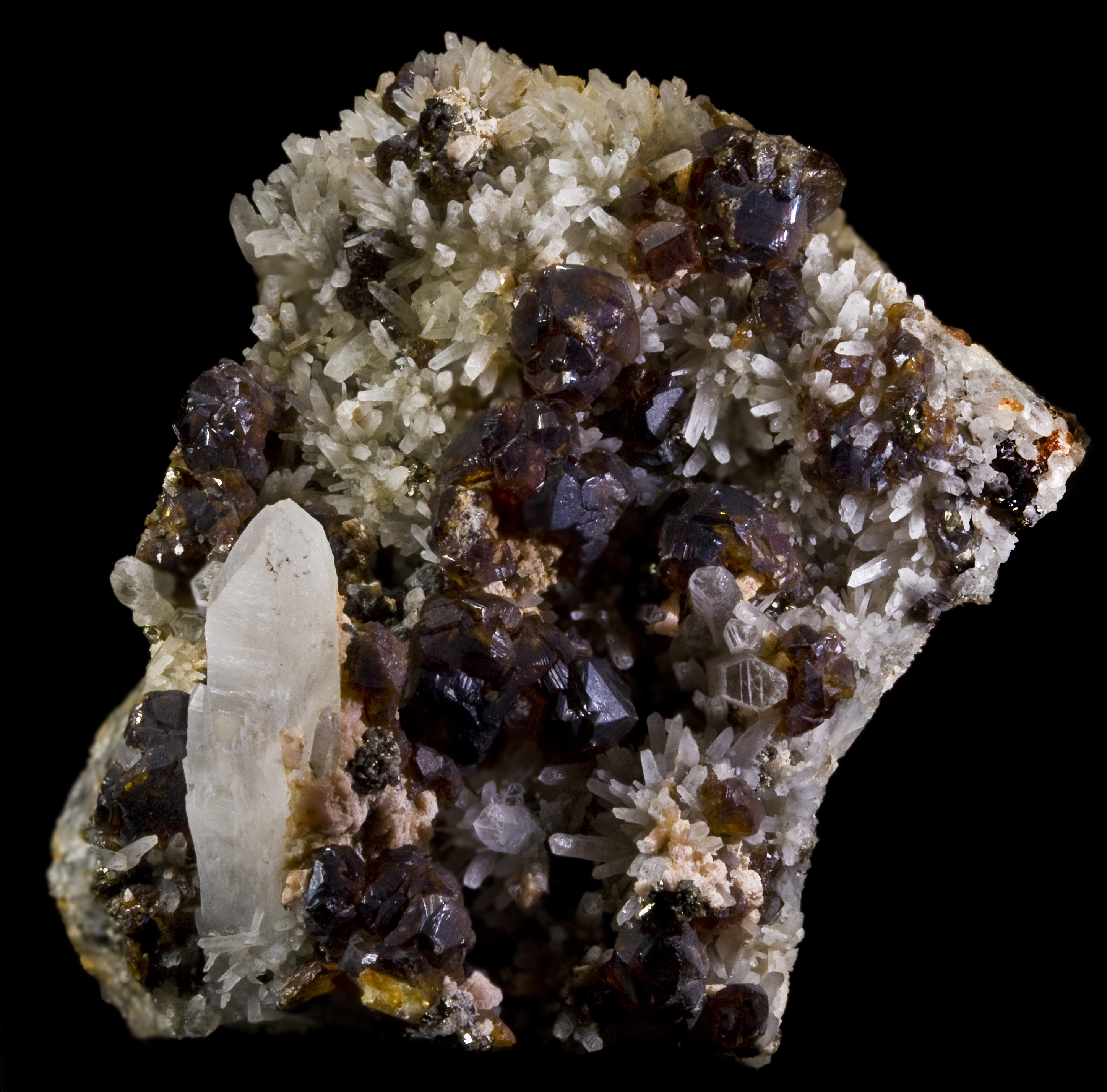
Sphalérite et quartz - Mines de Huaron, Pérou (10,5 × 8,5 cm)
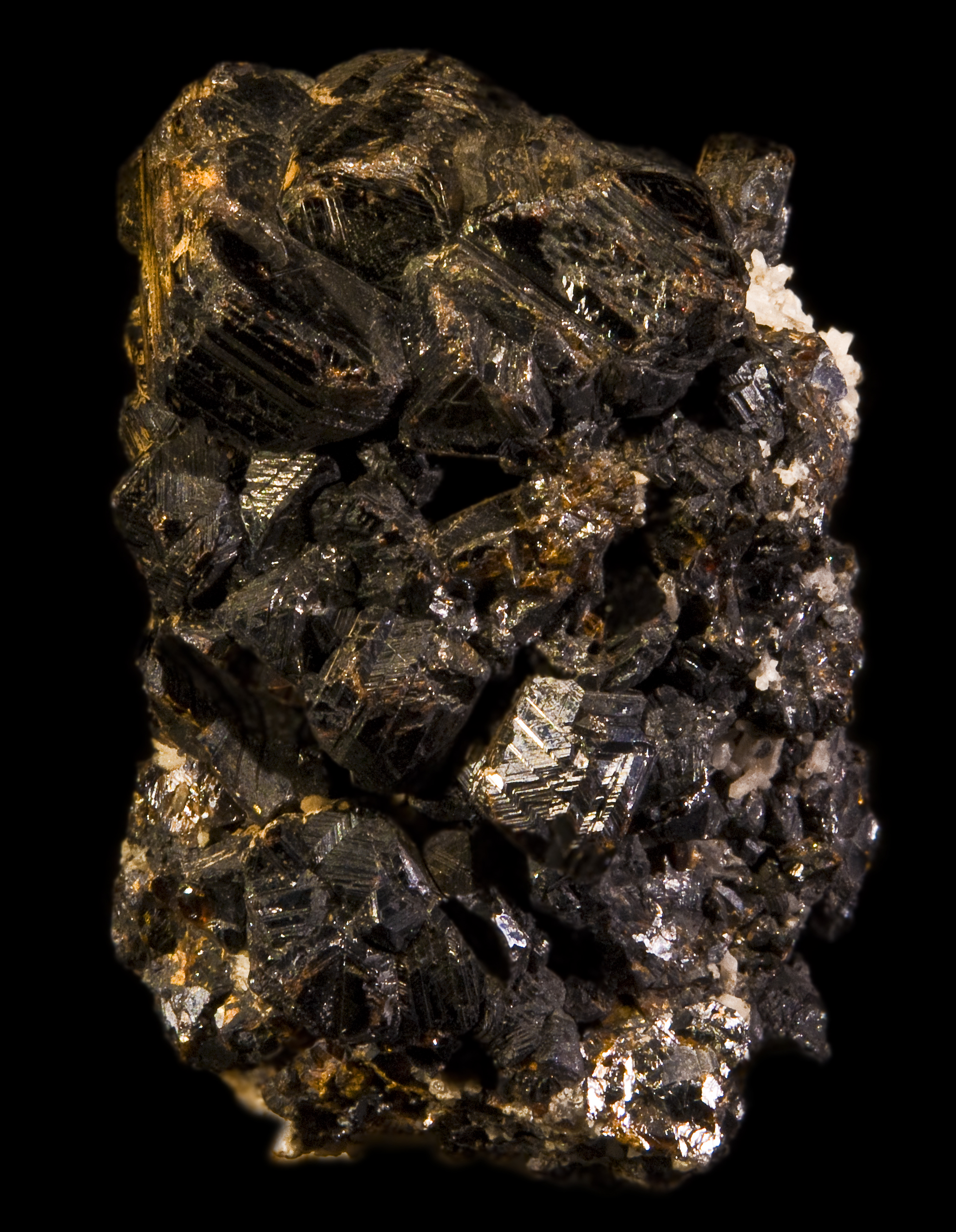
Sphalérite - Mine Nikolaevskiy, Extrême Est Russie (6,5 × 4 cm)
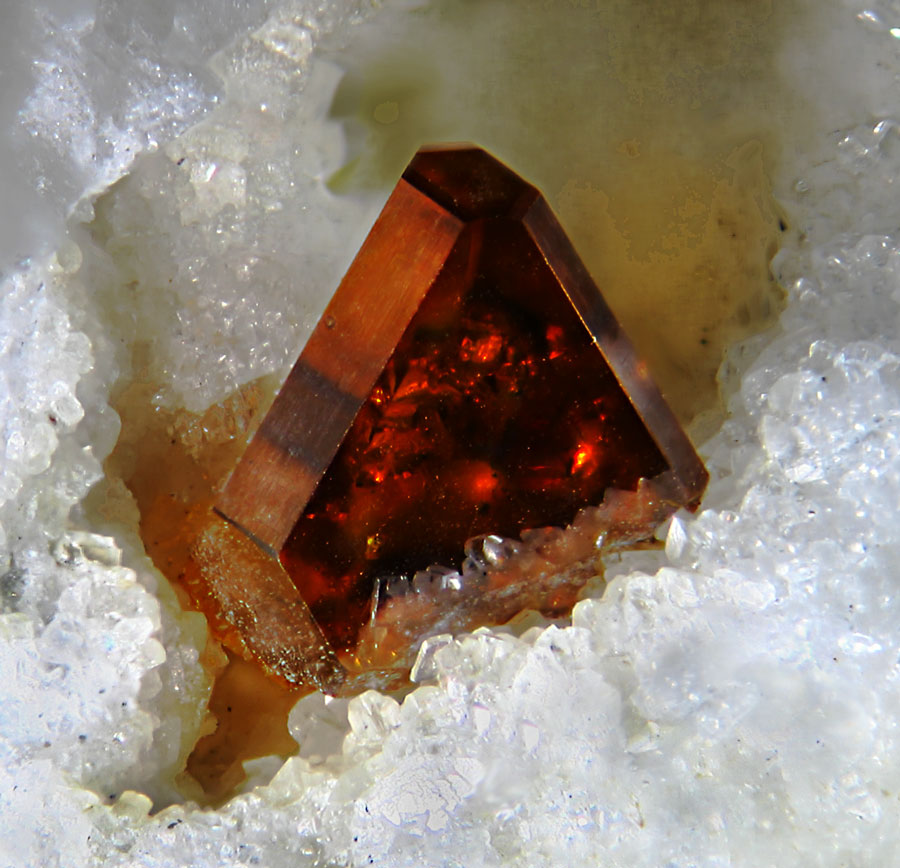
Sphalérite - Carrière de Lengenbach Suisse (XX 0,6 cm)